# Aux Granges
Aux Granges est un hameau de la commune belge d'Engis située en Région wallonne dans la province de Liège.
Avant la fusion des communes de 1977, le hameau faisait partie de la commune de Clermont-sous-Huy

## Situation et description
Aux Granges est situé sur le versant sud de la Meuse en région d'Ardenne condrusienne au nord du hameau d'Aux Houx qu'il avoisine directement. Le hameau se trouve entre les bois de l'Ardenne condrusienne et la campagne du plateau du Condroz. 
Il était initialement composé de maisons et fermettes bâties le plus souvent en moellons de grès. De nombreux pavillons de constructions récentes ont fortement augmenté le nombre d'habitations du hameau.
Le lieu-dit La Croix prolonge le hameau sur la route menant à la vallée de la Meuse.
Les fermes Sainte-Barbe et le château-ferme d'Attines datant du XVIIIe siècle se situent à l'est du hameau.